# Eifert János
Eifert János (Hódmezővásárhely, 1943. május 8. –) Balogh Rudolf-díjas magyar néptáncos, fotográfus, fotóművész, fotóriporter és aktfotós.

## Életrajza
1960 és 1977 között hivatásos táncosa volt a Honvéd Együttesnek. A fényképezést 1968-ban kezdte külföldi turnéi során. 1977-ben a Lobogó, majd 1978 és 1988 között a Búvár című lapnál dolgozott fotóriporterként. Ezt követően 1991-92-ben a Képes Extra, 1991-93-ban a BOOM képszerkesztője volt, valamint az Új Tükör, a Népművelés, a Muzsika, a Világ Ifjúsága és más lapok külső munkatársa. Eifert János 23 éves korában, a népi táncművészet mellett indult el a fotóművészet felé. 
Első témaköre a tánc volt.
Fényképei, képriportjai, írásai rendszeresen jelentek meg a szaksajtóban, hazai és külföldi lapokban, könyvekben, kiadványokban, később az elektronikus sajtóban, az interneten. Filmekben, televíziós műsorokban, színpadi látványként, színházi díszletként gyakran használták fel fotóit, ő maga is gyakran jelent meg különböző film- és TV-műsorokban. Számos fotóalbumhoz, kiállítási katalógushoz írt bevezetőt, előszót, nyitott meg kiállításokat, tartott előadásokat.
Az 1980-as években a Sebesvíz nemzetközi fotóművészeti alkotótábor művészeti vezetője lett, az 1. Werkschule für Fotografie, Soltau; Höhere Graphische Bundes- Lehr- und Versuchstanstallt, Wien; BodyArt, Bayreuth meghívott előadója, workshop-vezetője; a Magyar Fotóművészek Szövetsége szakkollégiumának, mesterkurzusának vezető tanára. A következő évtől diaporámakat (digiRámákat) is készít. Műveivel a világ rangos nemzetközi diaporáma-fesztiváljain számos, díjat, grand prix-t nyert.
1993- ban a Tánc című képét, Tűztánc c. diaporámáját a FIAP történeti kollekciójába is beválasztották. A Photo Ciné Club meghívására bemutatta diaporámaműsorát Párizsban (Un soir, un auteur – Studio Raspail). 1994-ben Diaporáma műsorával előadókörútra ment az Egyesült Királyságban, a Royal Photographic Society meghívására, de Európa más országaiban is tartott előadásokat.
Az Országos Fotóhét művészeti vezetője lett, majd a II. Országos Fotóhetek kuratóriumának elnöke. A Fotóhónap fesztiváligazgatója két éven keresztül 2000-től. Ugyanakkor, 2000-ben, az Országos Széchényi Könyvtár és a Magyar Fotóművészek Szövetsége által létrehozott Jelenkori Fotóművészeti Gyűjtemény és Dokumentáció ötletadója és társalapítója is, első művészeti vezetője; a HUNGART alelnöke; szakértő, a Szerzői Jogi Szakértő Testület tagja.
2001-ben lett a Foto Mozaik szerkesztőségének munkatársa; az Artphoto Galéria, internetes kiállítóhely art direktora, a Nemzeti Táncszínház Kerengő Galériájának művészeti vezetője. 2002-től 5 évig Győrben élt, ahol a Győri Tánc- és Képzőművészeti Iskola tanára volt. Közben a Szókratész Két Tanítási Nyelvű Szakközépiskolában is tanított fotográfiát, sajtófotót és újságszerkesztést. 
2002-2004. között a Fényírók fesztiválja művészeti vezetője is, illetve 2004-ben a ZOOM Magazin művészeti szerkesztője. A következő évtől a Győri Hét címlapfotósa.
2006-ban tanulmányúton járt Kínában, a Chinese Photographers Association meghívására. majd 2008-tól kiállításainak, előadásainak, és digiRáma-műsorának bemutatására került sor számos országban. Eifert János-nak 150 önálló kiállítása volt, és 650 csoportos kiállításon szerepelt.

## Kötetei (válogatás)
- Doromboló. (Irodalmi válogatás, Eifert János fotóival, szerkesztő: Pomogáts Béla) Móra Ferenc Könyvkiadó, Budapest, 1983
- BodyArt Portfolio – 111 Meisterwerke von Zseni Jung und János Eifert. (Julien Biere szerkesztésében, CD-ROM és könyv) Verlag Photographie, 1994
- Eifert János: Első könyvem… (Turczi István, Fenyvesi Félix Lajos, dr. Végvári Lajos és a szerző szövegével, Tervezés: Radisics Milán, Göndör Péter, Radex Communications, digitális nyomtatással, 2004)
- Desmond Morris: A csupasz nő – Tanulmány a női testről. Eifert János fotóival (Dialóg Campus Kiadó, Budapest – Pécs, 2007)
- Eifert János: Aktfotográfia (Dialóg Campus Kiadó, Budapest – Pécs, 2007)
- János Eifert: Aktfotografie (Schenk Verlag, 2007)
- Turczi István – Eifert János: Erotikon (Kossuth Kiadó, Budapest, 2008)
- Eifert János: Képírás – Fotóakadémia (Kossuth Kiadó, Budapest, 2012)
- Ars poetica; bev. Markovics Ferenc; Artphoto Galéria, Budapest, 2013 (Közelkép)
- Eifert János: Ars Poetica (bevezetőjével, Artphoto Galéria, Budapest, 2014)
- Feledy Balázs: EIFERT JÁNOS (HUNGART, 2019)

## Egyéni kiállításaiból
- 1972 • Első kiállítás, Magyar Néphadsereg Klubja, Budapest • A színpad varázsa, Budapest
- 1975 • India és a Közel-Kelet, Esztergom
- 1976 • Gyűjteményes kiállítás, Budapest
- 1977 • Tánc, Szeged
- 1979 • Gyűjteményes kiállítás, Szeged
- 1981 • Ember és világ, Omszk
- 1984 • A Nő Jung Zsenivel, Budapest • Szerelmem, a tánc, Budapest • Különös dimenziók, Miskolc • Vallomások a Tiszáról, Szolnok • Fák és Nimfák [Jung Zsenivel], Szeged
- 1985 • Pro Natura, Tatabánya
- 1987 • Fénnyel írt vallomások, Budapest
- 1988 • Légszomj, Cegléd
- 1991 • A Est dell'Immage – Mostra fotografica personale di ~, Lecco (OL)
- 1992 • Un soir, un auteur (diaporáma estje), Studio Raspali Párizs
- 1993 • Mois de la Photo, Palais du Roi de Rome, Rambouillet
- 1997 • Természetes képek, Miró Fotógaléria • Meine Liebe, der Tanz, Galerie B., Frankfurt/Oder • 3T (Tánc, test, természet), Művészetek Háza, Pécs • Visszapillantás, Magyar Fotográfiai Múzeum, Kecskemét
- 1998 • Törésvonalak, Tornyai János Múzeum, Hódmezővásárhely
- 2004 • A csárdástól a kortárs képzőművészetig, Kossuth Lajos Művelődési Központ, Sátoraljaújhely
- 2005• KÉPNOVELLÁK 3. Városi Művészeti Múzeum Váczy Péter-gyűjtemény kiállítóterme, Győr
- 2008 • Kína, Selyemút / China, Silk Road. Budapest, Magyar Természettudományi Múzeum • Academy of Fine Arts Gallery, Calcutta, India
- 2009 • Retrospective. National Gallery of Macedonia, Skopje • Hungarian and World images, The Kosova Art Gallery, Koszovó, Pristina • Képnovellák. Szófiai Magyar Intézet, Bulgária
- 2010 • ÚjraKépek. Fotóhónap 2010. Cultiris Galéria, Budapest • Képnovellák / Nuvele în imagini. Euro Foto Art Galeria, Nagyvárad, Románia
- 2013 • Ars Poetica / János Eifert – izložbe fotografija,  Galerija Fotoklubu Zagreb, Horvátország • Ars Poetica – Ötven év fotográfiái, életmű-kiállítás, Alföldi Galéria, Hódmezővásárhely ARS POETICA Expoziție de Artă Fotografică, Centrul de Cultură si Artă al Județului Sălaj, Zălau, Romania / Szilágy Megyei Művelődési és Művészeti Központ, Zilah, Románia •
- 2014 • Artphoto Galéria, Budapest • Szófiai Magyar Kulturális Intézet, Bulgária
- 2015 • Hármasképek / Triptichons,  Magyar Nemzeti Múzeum Esztergomi Vármúzeumának Rondella Galériája. • Ars Poetica. A klasszikustól a modernig – válogatás 50 év fotóiból. Balassi Intézet – Bukaresti Magyar Intézet, Románia.
- 2017 • Ars Poetica, A klasszikustól a modernig – válogatás ötven év fotóiból, Thúry György Múzeum – Magyar Plakát Ház, Nagykanizsa • Komárno, Duna Menti Múzeum Fotogalériája – Zichy-palota •  Grad Negova, Szlovénia • A mozdulat zenéje / Music of the Movement. Pécsi Kodály Központ • ARS POETICA – A klasszikustól a modernig / Válogatás 50 év fotóiból / De la clasic la modern – selecție din fotografile celor 50 de ani. Muzeul Cetații şi Oraşului Oradea / Nagyváradi Vármúzeum
- 2018 • EIFERT 75. Stefánia Galéria, Budapest • Szerelmem, a Tánc – Eifert János fotóművész kiállítása. M Galéria (Budapest, Marczibányi Téri Művelődési Központ) • Visszatekintés (1968 – 2018). Sárváron a Nádasdy-vár Galeria Arcis kiállítótermében
- 2019 • Nagy utazás Ujgurföldön. Lipták Galéria, Budapest
- 2020 • Visszapillantás (1964-2020) c. életmű-kiállítás. Alföldi Galéria, Hódmezővásárhely

## Válogatott csoportos kiállítások
Kétezernél több csoportos kiállításon, pályázaton, diaporámafesztiválon szerepelt, amelyeken több száz díjat, nagydíjat, különdíjat és diplomát érdemelt ki képeivel, diaporámáival.
- 1967 II. Kulich Gyula fotókiállítás, Békéscsaba
- 1971 Az ember és a természet / Man and nature. Nemzetközi fotóművészeti kiállítás, Budapest.
- 1979 Les Hongrois, a magyar fotográfia 1850-1980 között. Paul Almasy válogatásában Galerie Canon, Párizs, Franciaország (további bemutatók: Amszterdam, Barcelona, Milánó) • 7. BIFOTA – Berliner Internationale Fotoausstellung • Színház’79. Országos fotókiállítás külföldi meghívottakkal, Pécsi Nemzeti Színház
- 1980 20 év egyéni kiállításaiból. Vigadó Galéria, Budapest
- 1981-82 Tény-Kép – A magyar fotográfia története 1840-1981, Műcsarnok, Budapest
- 1985 Balmazújvárosi fotóművész alkotóház kiállítása 1975-1985. Balmazújváros, Veress Péter Művelődési Központ
- 1986 II. Országos Fotóművész Tábor kiállítása. Miskolci Fotógaléria
- 1988 Die Siegerfotos – a 27. Internationaler Willy-Hengl-Preis díjazottjainak kiállítása (Städtische Galerie Traun, Ausztria 1
- 1989 VENUS 89 – 20th International Salon of Photographic Art Nude Figure and Portrait, Krakkó, Lengyelország • The 49th International Photographic Salon Exhibition, Tokio, Japán • 10 év – 100 kiállítás. Szolnoki Fotógaléria • Magyar Fotográfia ’89. Műcsarnok, Budapest.
- 1996 Látható jelen. Országos Fotóbiennálé, Ernst Múzeum, Budapest
- 1998 Akt a szobrászatban és a fotóművészetben, Vigadó Galéria, Budapest
- 2000 Száz ember száz képe. Magyar Fotográfusok Háza, Budapest
- 2001 Közelmúlt, az Escher Károly alkotócsoport kiállítása, Haus Ungarn, Berlin • Országos Fotószalon. Műcsarnok, Budapest
- 2002 3LEG – Mediawawe-Fotóhónap 2002. Xantus János Múzeum Rómer terme, Győr
- 2003 35. Nemzetközi Művésztelep kiállítása. Városi Művészeti Múzeum Váczy Péter-gyűjtemény kiállítóterme, Győr • Testből font jelbeszéd. Móra Ferenc Múzeum Várgalériája, Szeged • Számító-képek 3. Képző- és Iparművész Szövetség Szobrász Számítógépes Szakosztálya kiállítása, Kerengő Galéria, Budapest
- 2004 Párosan szép… A Magyar Fotóművészek Szövetsége kiállítása, Tornyai János Múzeum, Hódmezővásárhely • XIV. Esztergomi Fotográfiai Biennálé – "AKT-ART". Duna Múzeum Európai Közép Galériája, Esztergom •  „Nézze mög az embör”, 100 vásárhelyi portré. MAOE Fotótagozatának kiállítása, Alföldi Galéria, Hódmezővásárhely
- 2005 Magyar Fotográfusok Háza kiállítása. Bruxelles, Belgium • Akt. XIV. Esztergomi Fotográfiai Biennálé kiállítása, Budapest Galéria Kiállítóterme • Számítóképek 7. MIKISZ Szobrász Számítógépes Szakosztály Ligeti Erika Digitális Alkotóműhely kiállítása, Vizivárosi Galéria, Budapest • Tagsági bélyeg 2. Magyar Fotóriporterek Társasága kiállítása, Budapest Galéria Lajos utcai kiállítóháza
- 2006 MEDIAWAVE Sátor. Győr, Széchenyi tér
- 2007 Számító képek – 10 éves a Ligeti Erika Digitális Alkotóműhely. Budapest, Magyar Képzőművészek és Iparművészek Szövetsége székháza • Érzéki valóság. Budapest, Zikkurat Galéria
- 2008 TaskentALE 2008, Üzbegisztán, Taskent • Fotópiknik. Naszvad, Szlovákia
- 2010 Komárňanský Fotopiknik. Komarno, Szlovákia •Tánc a fotóművészetben / Dance in the Photography. Nemzeti Művészeti Galéria, Szófia, Bulgária • TaskentALE 2010. Tashkent Photography House, Üzbegisztán
- 2011 Hommage á Németh József, A MAOE Fotóművészeti Tagozata kiállítása. Duna Galéria, Budapest • 5 VILÁGRÉSZ FOTÓMŰVÉSZETE / UMELECKÁ FOTOGRAFIA 5 KONTINENTOV Tóth István ceglédi fotóművész gyűjteményéből. Komárom, Szlovákia • LISZT 200. Variációk egy fekete zongorára. Gaál Imre Galéria, Budapest • Édeskettes. A MAOE Fotóművészeti Tagozata kiállítása, Magyar Alkotóművészek Háza, Budapest • 10 ÉV – 10 FOTÓS, Táncfotókiállítás a Nemzeti Táncszínház fennállásának 10. évfordulója alkalmából, Kerengő Galéria, Budapest
- 2012 LISZT 200. Variációk egy fekete zongorára, a MAOE Fotóművészeti tagozatának kiállítása, Gaál Imre Galéria, Budapest • HIT – Eifert János, Lelkes László, Maczkó Erzsébet, Rainer Péter, Szél Ágnes és Szentiváni János kiállítása, Fény Galéria, Budapest • Valóság és Illúzió, a MACIVA Magyar Cirkusz és Varieté Nonprofit Kft. és a Magyar Alkotóművészek Országos Egyesületének tematikus képzőművészeti kiállítása, Fővárosi Nagycirkusz, Budapest
- 2013 A festők karneválja – a GödArt Művészeti Műhely és barátainak kiállítása, József Attila Művelődési Ház, Göd • Vásárhelyi pillanatok, válogatás tíz év fotószimpóziumaiból, Tornyai János Múzeum, Hódmezővásárhely • ARS SACRA FESZTIVÁL, REMÉNY, Fény Galéria, Budapest • NÉGY ELEM – a Magyar Alkotóművészek Országos Egyesülete (MAOE) művészeinek kiállítása. MűvészetMalom, Szentendre
- 2015 HARMÓNIA – a Magyar Alkotóművészek Országos Egyesületének Képző, Ipar- és Fotóművészeti kiállítása, MűvészetMalom, Szentendre 2015. december 5. – 2016. január 15.
- 2016 Eifert János és tanítványainak kiállítása. Blanco Museum, Ubud, Indonézia Mester és tanítványai • Eifert János mesterkurzusa kiállítása – Bethlen Galéria, Budapest
- 2017 Mester és tanítványai. Eifert János mesterkurzusa kiállítása – Benczúr Ház Galériája, Budapest • Másképp – Kanizsa Fotóklub kiállítása. Hevesy Művelődési Központ, Nagykanizsa • 30x30. Kivonat az ezredforduló magyar képzőművészetéből 1985-2015. Hoffmann István gyűjteményének különleges műegyüttese. Műcsarnok, Budapest • A megújulás lendülete. Nádasdy-vár Folyosó Galériája, Sárvár • 5th International Circuit “8 MARZO FOTOGRAFIA”, Olaszország • PORTRAIT CIRCUIT 2017, Serbia, Israel, Austria, Bulgaria • 15th International Triennial Exhibition 'Theatre' – Novi Sad, Serbia • 2nd Sopianae Int’l Photo Salon 2017, Pécs • 39th Welsh International Salon of Photography 2017, United Kingdom
- 2019 PANNONIA REFLECTIONS – Lendvai Galéria és Múzeum, Szlovénia • Hommage á Eifert János – az Ad Hoc Budapest Fotográfiai Műhely csoportos kiállítása. Benczúr Galéria, Budapest • Minimál 1x 2x, a MAOE Fotóművészeti Tagozata kiállítása, Klebersberg Kulturkúria, Budapest • XX. Szentesi Aktfotó Biennálé – Toklácsi Galéria, Szentes • Év Magyar Fotója, Év Magyar Fotósa 2019 – Külgazdasági és Külügyminisztérium, Balassi Intézet, Budapest • 3rd Sopianae Int’l Salon 2019, Pécs • TáncKépek – Táncművészet a kortárs magyar fotográfiában – MANK Galéria (Szentendrei Régi Művésztelep) • XIX. Nemzetközti-Magyar Fotószalon 2019 – Budapest, Ózd, Dunaszerdahely, Nagykanizsa, Komárom, Léva, Gödöllő • XXV. Alföldi Fotószalon – Szentes, Tokácsli Galéria • Viva la Musica – Kolozsvári Magyar Opera, Románia • TáncKépek – REÖK Palota, Szeged
- 2020 THEATER PHOTOGRAPHY, Novi Sad, Serbia •  BANGLADESH PHOTO AWARDS, Bangladesh • PHOTO MAGIC, Bosnia and Herzegovina

## Tagságok
- 1971- Magyar Fotóművészek Szövetsége tagja, 1997-2002 elnöke
- 1978- MAOE (korábban: Művészeti Alap) tagja; a MÚOSZ tagja; a Magyar Reklámszövetség tagja
- 1989- Krakkói Fotográfiai Társaság (KTFIS) tiszteletbeli tagja
- 1990- PSA (Amerikai Fotográfiai Társaság) tagja
- 1993-97 a Magyar Természetfotósok Társasága (Nimród Fotóklub) elnöke, majd tiszteletbeli tagja
- 1992- Magyar Fotóriporterek Társasága (korábban: Fotóriporteri Kamara) alapító tagja
- 1994-97 a NIMRÓD Fotóklub elnöke, 1998-tól tiszteletbeli tagja
- 1996- WCCP (World Council of Professional Photographers) tagja
- 1994- APPI (Arbeitskreis Portraitfotografen International) tagja
- 1997- megválasztották a Magyar Fotóművészek Szövetsége elnökének: lemondott minden hazai és külföldi tagságáról
- 1999- naturArt (Magyar Természetfotósok Szövetsége) tagja, művészeti tanácsadó
- 2000-2025 Szerzői Jogi Szakértő Testület tagja (Magyar Szabadalmi Hivatal elnökének kinevezése)
- 2002- Association des Photographes et Cinéastes tiszteletbeli tagja
- 2002- Magyar Képző- és Iparművészek Szövetsége Szobrász Számítógépes Szakosztálya Digitális Alkotócsoportja (LÉDA) tagja
- 2005- Győri MédiaKlub alapító tagja, a tanácsadó testület tagja
- 2006- Győri Fotóklub tiszteletbeli tagja
- 2011- XXI. Század Társaság tagja
- 2014- Hódmezővásárhelyi „Lucien Hervé” Fotóklub tiszteletbeli tagja
- 2016-  Kanizsa Fotóklub tiszteletbeli tagja, 2018-tól rendes tagja
- 2017-  Magyar Fotóművészek Világszövetsége tiszteletbeli tagja, 2019-től rendes tagja
- 2017- Ad Hoc Budapest Fotográfiai Alkotóműhely tagja
- 2017- Helios Fotóklub (Komárno) örökös tiszteletbeli tagja
- 2020 Fészek Fotóklub alapító tagja, művészeti vezetője

## Pályázati díjak, elismerések
- 1971-1983: Internationaler ORWO-Pentacon Fotowettbewerb
- 1973: Hon. Golden Eye – 1st World Photo Exhibition in Yugoslavia, Novi Sad
- 1974: Nicéphore Niépce plakett – X. Salon International d’Art Photographique
- 1977: Europa '77 díj – Nemzetközi Fotóművészeti Szalon, Reus, Spanyolország,
- 1987: Willy-Hengl-Preis, Traun, Ausztria
- 1989: KTF aranyérem, „Venus 89”, Krakkó, Lengyelország
- 1991: A legjobb fényképezés díja – a Tűztánc c. diaporámájáért, Munich MultiMedia Festival, München, Németország
- 1992: AFIAP, EsFIAP – a Nemzetközi Fotóművészek Szövetsége (Fédération Internationale de l’Art Photographique) kitüntető címei
- 2002: APPI (Arbeitkreis Portraitfotografen International) elismerése oktatási tevékenységéért
- 2005: Táncművészetért – a Magyar Táncművészek Szövetsége kitüntetése
- 2006: Fotóművészeti Alkotói Nagydíj (MAOE)
- 2010: TashkentAle – 2010, Aranyérem
- 2012: A Magyar Érdemrend tisztikeresztje
- 2013: Hódmezővásárhely Díszpolgára; Zuglóért Emlékérem
- 2017: EFIAP (Excellence FIAP) – A Fotóművészek Nemzetközi Szövetsége Kiváló Művésze
- 2018: PSA (Photographic Society of America) elismerései: 5 Star Exhibitor – Color Class; 5 Star Exhibitor – Monochrome Class; PROFICIENCY (PPSA), EXCELLENCE (EPSA)
- 2019: EFIAP/b (Excellence FIAP/b) – A Fotóművészek Nemzetközi Szövetsége Kiváló Művésze, bronz-fokozat
- 2021: Balogh Rudolf-díj [2]

## Alkotásaiból

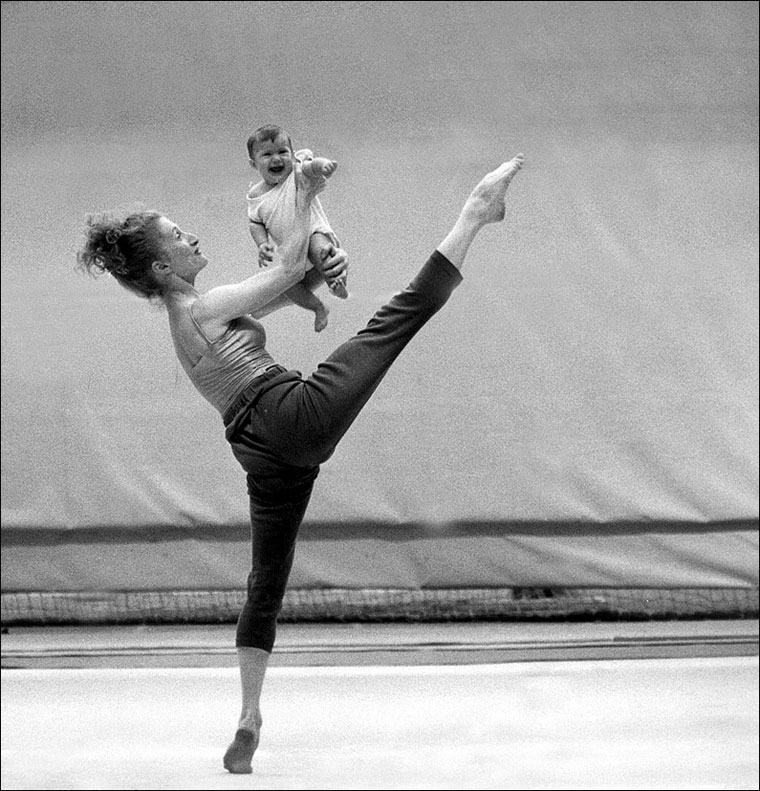
Lőrinc Kati Katával (1996)
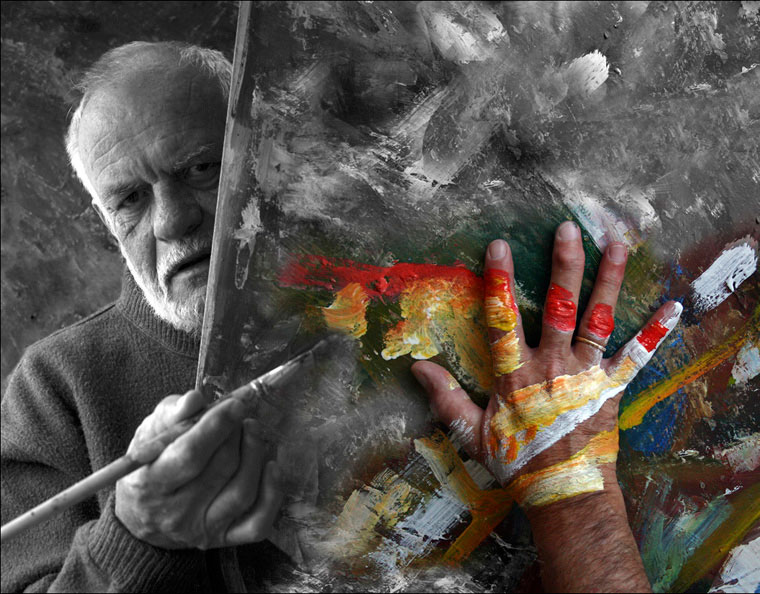
Portréfényképezés és a színek (a képen Fodor József festőművész) (2004)
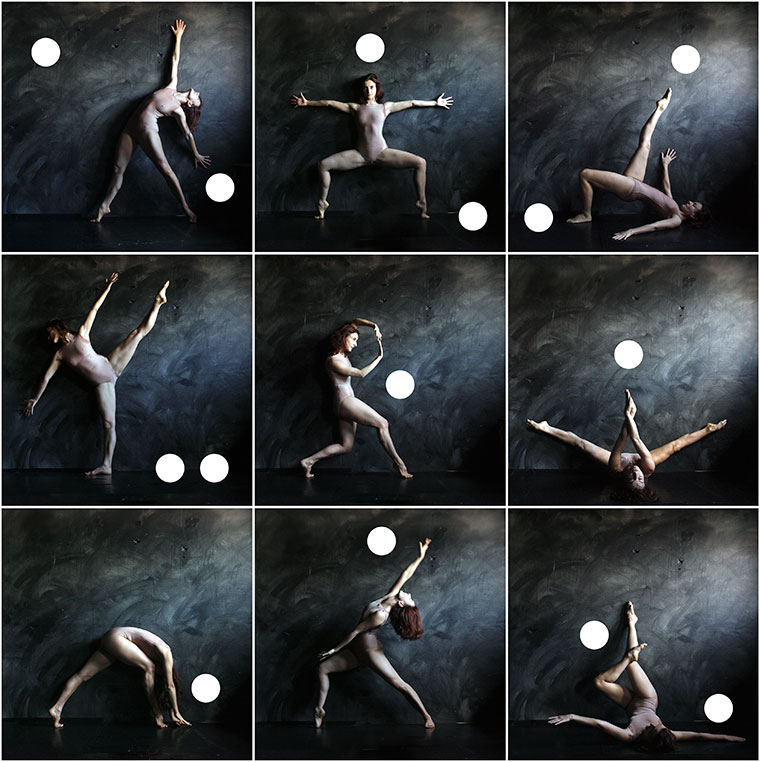
Tánc/Test/Tanulmány (2009)